# تيتو غويزار
تيتو غويزار (بالإسبانية: Tito Guízar)‏ مواليد 8 أبريل 1908 في غوادالاخارا، ولاية خاليسكو - الوفاة 24 ديسمبر 1999 في سان أنطونيو، تكساس، الولايات المتحدة، هو ممثل أمريكي بدأ مسيرته الفنية سنة 1923. من أعماله الإذاعة الكبيرة لعام 1938. امتدت مسيرته الفنية لأكثر من 76 عاما.

## روابط خارجية
- تيتو غويزار على موقع IMDb (الإنجليزية)
- تيتو غويزار على موقع ميوزك برينز (الإنجليزية)
- تيتو غويزار على موقع أول موفي (الإنجليزية)
- تيتو غويزار على موقع قاعدة بيانات الفيلم (الإنجليزية)
- تيتو غويزار على موقع كينوبويسك (الروسية)